# Deutsche Chemie-Olympiade
Das Deutsche Auswahlverfahren zur Internationalen Chemie-Olympiade ist ein jährlich bundesweit durchgeführter Wettbewerb, dessen primäre Aufgabe in der Ermittlung des deutschen Nationalteams für die Internationale Chemieolympiade liegt. Darüber hinaus steht die Breitenförderung und Vernetzung von chemiebegeisterten Schülern im Vordergrund. Der Wettbewerb richtet sich vom Anspruch her an Schüler der Oberstufe allgemeinbildender Gymnasien. Deutschlandweit nehmen jährlich über 1300 Schüler am Auswahlverfahren teil.
Das Auswahlverfahren gliedert sich in vier Runden. Die erste Runde wird von den Schülern in Heimarbeit selbst bearbeitet. Die zweite Runde besteht einer dreistündigen Klausur. Die für die dritte Runde qualifizierten Teilnehmer werden zu einem einwöchigen Seminar eingeladen, bei dem Leistungen in zwei vierstündigen theoretischen Klausuren über das Weiterkommen entscheiden. Die vierte und letzte nationale Runde findet in Kiel statt und beinhaltet eine je fünfstündige theoretische und praktischen Klausur unterzogen werden. Die vier besten Teilnehmer bilden das Nationalteam und vertreten Deutschland bei der Internationalen Chemie-Olympiade.
Eine Teilnahme ist für Schüler bis zur 13. Jahrgangsstufe beziehungsweise dem 20. Lebensjahr möglich.
Das deutsche Auswahlverfahren zur Internationalen Chemie-Olympiade wird vom Leibniz-Institut für die Pädagogik der Naturwissenschaften und Mathematik (IPN) an der Universität Kiel organisiert.

## 1. Runde
Der Schwierigkeitsgrad der Aufgaben der ersten Auswahlrunde orientiert sich am Niveau des Chemieunterrichts der gymnasialen Oberstufe und sollen ein niedrigschwelliges Weiterkommen ermöglichen, da hier vor allem Motivation und Interesse geweckt werden sollen. Die Aufgaben werden in Heimarbeit bearbeitet, wobei Literatur- und Internetrecherche erlaubt und sogar erwünscht sind. Die entsprechend bearbeiteten Aufgaben werden vom Schüler dem Fachlehrer zurückgegeben, der diese korrigiert und die Ergebnisse weiterleitet. Wird eine bestimmte Mindestpunktzahl erreicht, qualifiziert man sich für die zweite Runde. Die Teilnehmerzahl der folgenden Runde nicht zahlenmäßig begrenzt. Die erste Runde des Wettbewerbs der entsprechenden Olympiade findet im Sommer vor dem internationalen Wettbewerb statt und überschneidet sich zeitlich mit den letzten beiden Endrunden der vorhergegangenen Olympiade. So werden potentiellen Teilnehmern einige Monate Zeit gelassen um die Aufgaben zu bearbeiten. Die Aufgaben werden in der Regel im April veröffentlicht und müssen bis Mitte September eingereicht werden.

## 2. Runde
Die Themen der Aufgaben der zweiten Runde erscheinen in der Regel Mitte November und werden in Form einer dreistündigen Klausur am ersten Freitag im Dezember geschrieben. Im Gegensatz zur ersten Runde gehen die Aufgaben der zweiten Runde über das Schulniveau hinaus.
Aufgrund des hohen Niveaus kann der Schüler auch ohne vollständige Bearbeitung der Klausur die dritte Runde erreichen.
Die Klausuren werden über die betreuenden Lehrer an die Landesbeauftragten zurückgegeben, die diese korrigieren.
Von allen Teilnehmern werden bundesweit die besten 60 ausgewählt und zur dritten Runde eingeladen.
Unabhängig davon werden die besten Teilnehmer der Bundesländer zu Landesseminaren eingeladen, in denen Kennenlernen der anderen Teilnehmer, über das Schulniveau hinausgehende Laborarbeit und die Beschäftigung mit Aufgaben vergangener dritten Runden im Mittelpunkt stehen.

## 3. Runde
Aus den Teilnehmern der zweiten Runde werden die besten 60 zentral ermittelt und zur 3. Runde eingeladen. Diese findet im Rahmen eines einwöchigen Seminars meist Ende Februar in Göttingen zentral für ganz Deutschland statt. Hierbei wird den Schülern ein tieferer Einblick in die theoretische Chemie gewährt, da dort ehemalige Teilnehmer und Mitglieder des Fördervereins umfangreiche Vorträge über ihren Werdegang, bestimmte Teilgebiete der Chemie, sowie Aufgaben der Chemieolympiade halten. Diese Vorträge bieten größtenteils eine Vorbereitung für die zwei vierstündigen Klausuren, die im Rahmen dieser Woche geschrieben werden und die eigentliche dritte Runde darstellen. Parallel zum chemischen Teil des Seminars werden auch umfangreiche Freizeitmöglichkeiten geboten, wodurch Kontakte und intensive Freundschaften unter den Chemiebegeisterten aufgebaut werden. Die Anreise und Abreise zur dritten Runde erfolgen in der Regel per Zug, wobei die Fahrtkosten komplett erstattet werden. Mithilfe der zwei Klausuren werden dann die besten 15 Schüler ausgewählt und zur 4. Runde nach Kiel eingeladen. In besonderen Fällen wie nur minimalen Punktunterschieden oder besonders jungen Teilnehmern werden manchmal auch mehr Schüler zur vierten Runde eingeladen.

## 4. Runde
Die letzte Deutschland interne Runde findet dann in Kiel am Leibniz-Institut für Pädagogik der Naturwissenschaften und Mathematik (IPN) der Universität Kiel statt. Diese läuft wiederum im Rahmen einer einwöchigen Veranstaltung ab. Im Gegensatz zur dritten Runde wird hierbei der Schwerpunkt auf die praktische Chemie gelegt, da die Teilnehmer im Normalfall nur begrenzte Möglichkeiten besitzen anspruchsvollere Synthesen und Analysen an ihren Schulen durchzuführen. Die erlernten Fähigkeiten und Arbeitstechniken werden dann in einer praktischen Prüfung am Ende der Woche abgefragt, die zusammen mit einer unter der Woche geschriebenen theoretischen Klausur die 4. Runde bildet. Die beiden Klausuren beinhalten beziehungsweise bearbeiten im Groben die Themen der Internationalen Runde, deren Schwerpunkte in Form von bereits vom Austragungsland veröffentlichten „Preparatory Problems“ abgegrenzt wurden, die dem Schüler als hervorragende Vorbereitung zur 4. Runde dienen können. Die besten vier Schüler werden dann mithilfe der Ergebnisse der beiden Tests ermittelt und stellen das Olympiateam Deutschlands dar. Für den Fall einer Erkrankung oder des Ausfalls eines Teammitglieds werden in der Regel auch Ersatzkandidaten ernannt.